# Collectivité territoriale (Hongrie)
La collectivité territoriale (helyi önkormányzat) désigne en Hongrie toute division administrative au-dessous du niveau de l'État (állam). Il existe deux grands échelons à l'échelle du pays : la localité (település) d'une part est dotée d'une collectivité locale (települési önkormányzat), d'un corps des représentants (képviselő-testület) et d'un bureau du bourgmestre (polgármesteri hivatal) ; le comitat (megye) d'autre part est doté d'une collectivité comitale (megyei önkormányzat), d'une assemblée comitale (közgyűlés) dirigée par un président élu et d'un bureau exécutif (hivatal) dirigé par un notaire (megyei főjegyző). À Budapest, l'échelon du comitat est du ressort de la ville-capitale et celui de la localité correspond aux arrondissements.
À chaque échelon administratif, la loi hongroise sur les minorités nationales et ethniques prévoit une représentation des populations concernées par le biais des collectivités des minorités (kisebbségi önkormányzat).